# Cyperus fucosus
Cyperus fucosus är en halvgräsart som beskrevs av Karen Louise Wilson. Cyperus fucosus ingår i släktet papyrusar, och familjen halvgräs. Inga underarter finns listade i Catalogue of Life.